# Ben Schwarz
Ben Schwarz (* 1976 in Georgensgmünd) ist ein deutscher Politiker (SPD) und seit 17. Mai 2023 Landrat des Landkreises Roth.

## Jugend
Schwarz besuchte ab 1982 die Dr.-Mehler-Schule in Georgensgmünd und im Anschluss das Werner-von-Siemens-Gymnasium Weißenburg. Zum Abschluss war er Schülersprecher des Gymnasiums. 1995 und 1996 leistete er seinen Zivildienst bei der Arbeiterwohlfahrt in Schwabach ab. 1996 begann er ein Studium der Rechtswissenschaften an der Friedrich-Alexander-Universität Erlangen-Nürnberg. Ab 1998 machte er ein Erasmus-Studium im Europarecht an der Université de Rennes I. Ab 1999 war er Student an der Ludwig-Maximilians-Universität München. 2002 legte er sein Erstes juristisches Staatsexamen in München ab. Im Anschluss wurde er Referendar im Oberlandesgerichtsbezirk Nürnberg und schloss mit dem Zweiten juristischen Staatsexamen ab. 2004 arbeitete er am Generalkonsulat der Bundesrepublik in Marseille und eröffnete im August 2004 eine Rechtsanwaltskanzlei. Von 2007 bis 2012 war er Dozent für Rechtskunde an der Berufsfachschule für Altenpflege in Ansbach und Neunkirchen am Sand. 2009 wurde er Gastdozent für Recht an der Internationalen Akademie DiaLog in Neuendettelsau und Nürnberg. Im Oktober desselben Jahres wurde er Lehrbeauftragter für Gesundheits-, Arbeits- und Ausbildungsrecht an der SRH Wilhelm Löhe Hochschule Fürth.

## Politische Laufbahn
2008 wurde er Gemeinderatsmitglied von Georgensgmünd. Von 2011 bis 2023 war er hauptamtlicher Bürgermeister von Georgensgmünd. Nachdem die vorherige Bürgermeisterin verstorben war, hatten ihn sowohl SPD als auch CSU als Nachfolger nominiert. 2014 wurde er bei den Kommunalwahlen in Bayern zum Kreisrat gewählt. 2017 wurde er wiedergewählt. 2022 wurde er von der SPD und Bündnis 90/Die Grünen als Nachfolger von Landrat Herbert Eckstein nominiert. Anfang 2023 kündigte dieser seinen Rücktritt bereits zum Frühjahr an und die Landratswahl fand vorzeitig am 30. April 2023 statt. Mit 49,41 Prozent verfehlte er knapp die absolute Mehrheit. Die Stichwahl am 14. Mai 2023 gewann er mit 63,86 Prozent der Stimmen. Mit seiner Vereidigung am 17. Mai 2023 trat er das Amt an.
Schwarz ist verheiratet und hat drei Kinder.